# The Nine Lives of Chloe King
The Nine Lives of Chloe King (Br: As Nove Vidas de Chloe King) é uma série de televisão produzida pela ABC Family e baseada nos livros homônimos de Liz Braswell. O primeiro volume chegou ao Brasil como "As Nove Vidas de Chloe King - Banidos",
A história acompanhava Chloe King, que no seu aniversário de dezesseis anos descobria ter super poderes com características felinas, Ela descobre que está se tornando um Mai (uma espécie de gato) e que vem de uma linhagem muito antiga na Terra, e, como Unificadora dessa espécie, Chloe corre perigo constantemente, assim como seus amigos e outros amados e com a ajuda deles ela lida com essa nova fase de sua vida.
A ABC Family anunciou o cancelamento em 16 de Setembro de 2011, devido à baixa audiência. A única temporada produzida possui 10 episódios e a emissora planejou um telefilme para concluir a história, mas desistiu pouco tempo depois. No Brasil, a série foi exibida legendada pelo canal Sony Spin em 2012..

## Personagens principais
- 'Chloe King' (Skyler Samuels) é um descendente de uma antiga raça chamada Mai. Ela é acreditado para ser o salvador da raça Mai, com habilidades extras e do dom de nove vidas, fazendo dela a "Une", um guerreiro em uma profecia que diz que ela deve salvar o mundo e tanto Mai e raças humanas, e parar a guerra. Ela é originalmente de Ucrânia, mas foi trazido para os Estados Unidos pelo homem que se tornou seu pai adotivo e pode saber de seus poderes.
- 'Alek Petrov' (Benjamin Stone) é um dos descendentes da raça Mai e primo Jasmine, que se revela a Chloe para protegê-la.Seus pais foram mortos por parte da ordem. Alek tentou beijar Chloe no primeiro episódio, mas foi parado por Jasmine, antes que ele pudesse. Ele atua como seu protetor, e ajuda a mantê-la fora de perigo. Ele tem o hábito de fazer piadas e provocando Chloe sobre aspectos das habilidades do MAI e atributos. Alek eventualmente acaba se apaixonando por Chloe. No episódio 7, Alek trata de Chloe, diz a ela que eles pertencem um ao outro ea beija. Antes do episódio terminar,Alek pede para Paulo conselhos sobre como conquistar Chloe. Paulo revela que não há nada mais importante do que Chloe seus amigos. Mais tarde, Alek diz a Chloe que ele quer que o dever de protetor de Chloe para ser removido para que se Chloe sempre acaba em problemas que ele pode estar lá porque quer, não porque ele tem que. É revelado no final da temporada 1, que Zane é seu irmão.
- 'Meredith King' (Amy Pietz) é a mãe de Chloe King. Seu marido encontrou Chloe e decidiu adotá-la, mas depois deixou-a, fazendo Meredith uma mãe solteira.
- 'Amy' (Grace Phipps) é um dos melhores amigos de Chloe. Ela começou a namorar Paulo, o último membro do trio, no primeiro episódio. Eles se separaram brevemente, mas logo percebeu uma luta não foi suficiente para mantê-los separados.
- 'Paul' (Ki Hong Lee) é um dos melhores amigos de Chloe e está namorando Amy. Ele se mostra um pouco de um totó da banda desenhada, sendo muito animado quando Chloe desenvolve seus poderes. Ele é o único grupo de Chloe de amigos humanos que acreditam que desde o início que seus poderes foram um presente, não uma maldição, e pediu para ser "parceiro" de Chloe.
- 'Jasmine' (Alyssa Diaz) é um dos descendentes da raça Mai, que busca proteger Chloe, o salvador de sua raça. Sua mãe Valentina é o líder do San Francisco Mai. Ao longo da primeira temporada, Jasmine revela que ela tem lutado para obter a aprovação de sua mãe. No final da temporada um Jasmine é esfaqueado por Zane e parecia estar morrendo ao lado de sua mãe.
- 'Brian Rezza' (Grey Damon) é um amigo e interesse amoroso para Chloe e também o filho do homem que está tentando matar Chloe para acabar com a civilização Mai. Ele é conhecido como "kitty hat" (chapéu de gato) por Amy, porque Chloe conheceu Brian vendendo-lhe um chapéu com orelhas de gato. Brian e Chloe tem uma relação muito complicada devido à incapacidade de Chloe para "ficar íntimo" com os seres humanos, para que as matrizes humanas ou ficar paralisado. Brian admite a amar Chloe, mas Chloe diz que eles devem ser "apenas amigos" Brian pega Chloe Alek beijando e fica furioso que ela não retorna seus sentimentos. Ele continua a ver Chloe como amigos, que por sua vez irrita Alek, que não entende por que Chloe ainda tem sentimentos por Brian,o que irrita profundamente Chloe, devido a sua proteção de amigos. Brian diz a ela depois que ele agiu tão fisicamente porque "era ele", o que significa que Alek era o único que tinha ferido primeiro amizade de Chloe e Brian. No final da temporada nº 1 ele aparentemente morre, porque ele beijou Chloe.

## Cancelamento
A Summer Finale do seriado foi ao ar dia 16 de Agosto de 2011 e apenas um mês depois, a ABC Family anunciou o cancelamento. Os fãs tentaram uma renovação por base de petições, sem sucesso.

## Filme
Mesmo com o cancelamento, os representantes da ABC Family se mostraram esperançosos em dar continuidade ao projeto com um telefilme intitulado Salvation, mas o mesmo foi cancelado. A emissora, posteriormente, divulgou o roteiro na internet.